# Atzeri
Atzeri è un cognome di lingua sarda.

## Varianti
Aceris, Acheri.

## Origine e diffusione
Il cognome è tipicamente sardo.
Potrebbe derivare da un toponimo o avere origini spagnole.
In Italia conta circa 191 presenze.
La variante Aceris è tipica di Cagliari.